# Karsten Forsterling

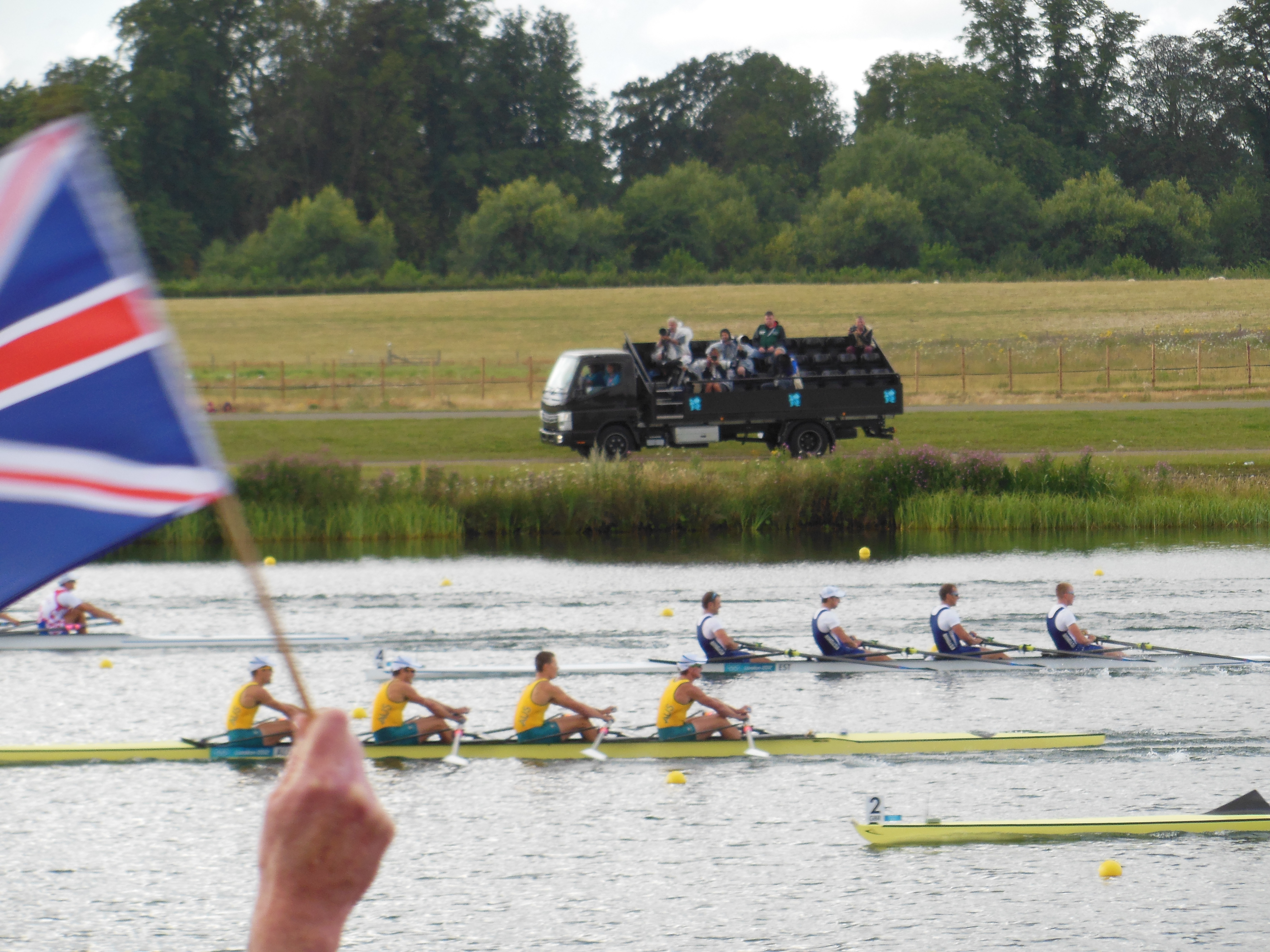
Remando na final (barco da esquerda) do skiff quádruplo nos Jogos Olímpicos de Verão de 2012

Karsten Forsterling (Newcastle, 21 de janeiro de 1980) é um remador australiano, medalhista olímpico.

## Carreira
Forsterling competiu nos Jogos Olímpicos de 2012 e 2016. Em Londres integrou a equipe da Alemanha do skiff quádruplo que conquistou a medalha de bronze. Quatro anos depois, no Rio de Janeiro, disputou a mesma prova e obteve a medalha de prata.